# Raga
För andra betydelser, se Raga (olika betydelser).

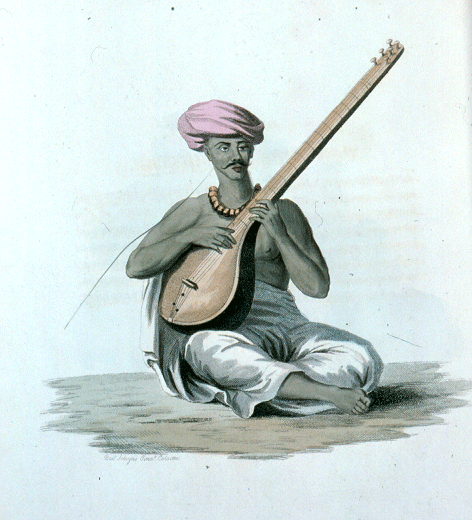
Sitar.

Raga (uttalas [rɑːga]) är grundformen för klassisk indisk musik. Raga är en uppsättning regler och principer som förvaltats och förädlats i generationer. En raga kan vara ett rent instrumentalt verk eller ett vokalt verk med ett eller några få ackompanjerande musikinstrument. Raga är enstämmig och ofta med improvisationsform. En raga uppförd av en virtuos solist kan lätt bygga på mycket komplex utveckling av melodi och rik rytmik. 

## Vad är en raga?
Raga har sina rötter i gammal liturgisk musik som är känd redan från Mahabharata (cirka 200 f.Kr.), som sedan utvecklats till två uppförandestilar: Rigveda och Samaveda, den första bygger på recitativ och är tänkt för daglig bruk, medan Samaveda bygger på melodi och är ämnad för festliga tillfällen. Under islamisk inverkan under Pathan- och Mogul-dynastierna påbörjades en syntes av hinduistisk och muslimsk kultur, och speciellt musik. Utbyte mellan muslimer och hinduer var mycket omfattande och bidrog till en gyllene era där former för raga utvecklades. "Muslimska mästare tog hindu elever och vice versa. [...] Några av de mest fromma sånger till hinduistiska gudar har komponerats av muslimer." (D.P. Murkerji i "Indian Music, An Introduction").
Raga-stycken är ofta avsedda för en speciella sinnesstämningar, och i nordindisk tradition även för speciella tider på dygnet eller årstider (Hindol - vår, Dipak - sommar, Megh - monsuntid, Bhairav - höst, Mãlkauns - vinter). Raga kan vara religiös, sekulär eller abstrakt.
Inom indisk klassisk musik är ofta tonsättaren och uttolkaren samma person. Musiken har även improviserande inslag, och traderas ofta direkt från mästaren till lärjungar och vänner. Ofta var elementen i en raga en hemlighet man behöll i den inre kretsen. Därför har man inte utvecklat någon notation som motsvarar den västerländska notskriften. Den notation som finns är baserad på tonangivelser med bokstäver/tonnamn, vissa ornamentala symboler, schematisk taktart och rytmangivelse.
Raga är en linjär musikform med flödande melodi och rytm. Ackordspel används inte. I den vanligaste formen används en grundton och dess kvinter som en statisk bordun, som spelas av en tãnpurã. Instrumentets klang skapar ett svävande övertonsrik tonbotten över vilken solisten (till exempel flöjt, sitar, sång) framför det melodiska materialet. Tablã, som är tonala trummor, genererar en pulserande rörelse som stöder och kontrasterar med melodin.
Regelverket i raga beskriver på ett generellt sätt bland annat:
1. Formen för kompositionen - vilka delar skall finnas med och hur de är konstruerade
2. Hur man får röra sig uppåt och nedåt i skalor
3. Vilka toner som bör finnas med oftare och vilka som bör förekomma sällan
4. Vilka toner som ska sjungas som huvudstrofer eller som huvudtema
5. Vilka fraser som ska finnas med
6. Vilka fraser som ska undvikas
7. Vilka rytmer skall användas

## Tonskala (saptak)
| I denna artikel     |
| används tonnamnen   |
| B♭ och H.           |
| Se olika skrivsätt. |

Indisk musik använder en naturlig otempererad kromatisk skala:
| Namn på hindustani         | Västerländsk motsvarighet |
| -------------------------- | ------------------------- |
| Shadja (Sa)                | C                         |
| Komal Rishabh (Re, Re-b)   | Db                        |
| Shuddha Rishabh (Re)       | D                         |
| Komal Gandhãr (Ga, Ga-b)   | Eb                        |
| Shuddha Gandhãr (Ga)       | E                         |
| Shuddha Madhyam (Ma)       | F                         |
| Tivra Madhyam (Mâ, Ma#)    | F#                        |
| Pancham (Pa)               | G                         |
| Komal Dhaivat (Dha, Dha-b) | Ab                        |
| Shuddha Dhaivat (Dha)      | A                         |
| Komal Nishãd (Ni, Ni-b)    | Bb                        |
| Shuddha Nishãd (Ni)        | H                         |
| Shadja (S0a)               | C1                        |

De naturliga sju tonerna kallas saptak och de alternerade halvtonerna kallas vikrit. Indisk musik framförs för det mesta i Sa-saptak, även om den absoluta tonhöjden inte är standardiserad, och modulation till andra tonarter är mindre vanlig, utom möjligen för sitar.
Indiska tonskalor bygger på śruti, som betyder mikrointervall. 1 śruti är 1/22 del av en oktav. Sa-saptak bygger på tonstegen 4, 3, 2, 4, 4, 3, 2 śruti. En annan skala, Ma-saptek använder sig av tonstegen 4, 3, 3, 2, 4, 3, 2 śruti. Vissa indiska musikologer nöjer sig inte med 22 mikrointervall, utan föredrar 49 eller 66 mikrointervall i en oktav.
Mikrostegen används även som mekanismer för uttryck i melodin.
Indisk musik håller sig inom tre oktaver (liksom den mänskliga rösten) - eller register: 
- mandr - lågt register
- madhy - mellanregister
- tãr - högt register

(Instrument kan dock - gå upp en oktav högre, atitar - och ned en oktav lägre, atimandr).

## Bordun (engelska: Drone)
Raga är enstämmig. Polyfoni som i västeuropeisk eller indonesisk musik används inte. Det enda undantaget är användningen av borduntoner som ackompanjerar melodin. Burduntonerna består oftast av grundtonen och dess kvint eller kvart. Det till synes monotona toninnehållet skapar dock ömsom kontrasterande och ömsom harmoniserande klanger med melodin, som är så karakteristiska för klassisk indisk musik.
Stränginstrumentet tanpura (eller tambura) används ofta vid ensemblespel för att skapa borduntoner som ackompanjerar melodin. Tanpura är en fyrsträngad "luta" utan band på greppbrädan. Den är stämd Pa-S0a-S0a-Sa (dvs G-C1-C1-C) eller Ma-S0a-S0a-Sa (F-C1-C1-C). De två mittsträngarna är stämda i samma ton, grundtonen, och bidrar till den svävande klangen, och kvarter/kvinter ökar mängden av övertoner. Strängarna slås an med pek- och långfingret med ett speciellt rytmmönster som ger just den oändliga tonen.
Flera indiska musikinstrument har bordunsträngar, till exempel sitar, sarod och sarangi.
Genom att bordunens toner och övertoner kommer att vara i varierande grader av konsonans eller dissonans med melodistämman bidrar bordunen till att skapa liv i musiken.
Inom indiska musiken förkastar man ofta den tempererade stämningen av instrument (västerländska exempel; piano, gitarr med flera) eftersom tonerna då skulle avvika från de speciella övertoner som bordunen skapar.

## Melodi

### Tonskala i en raga (Thãt)

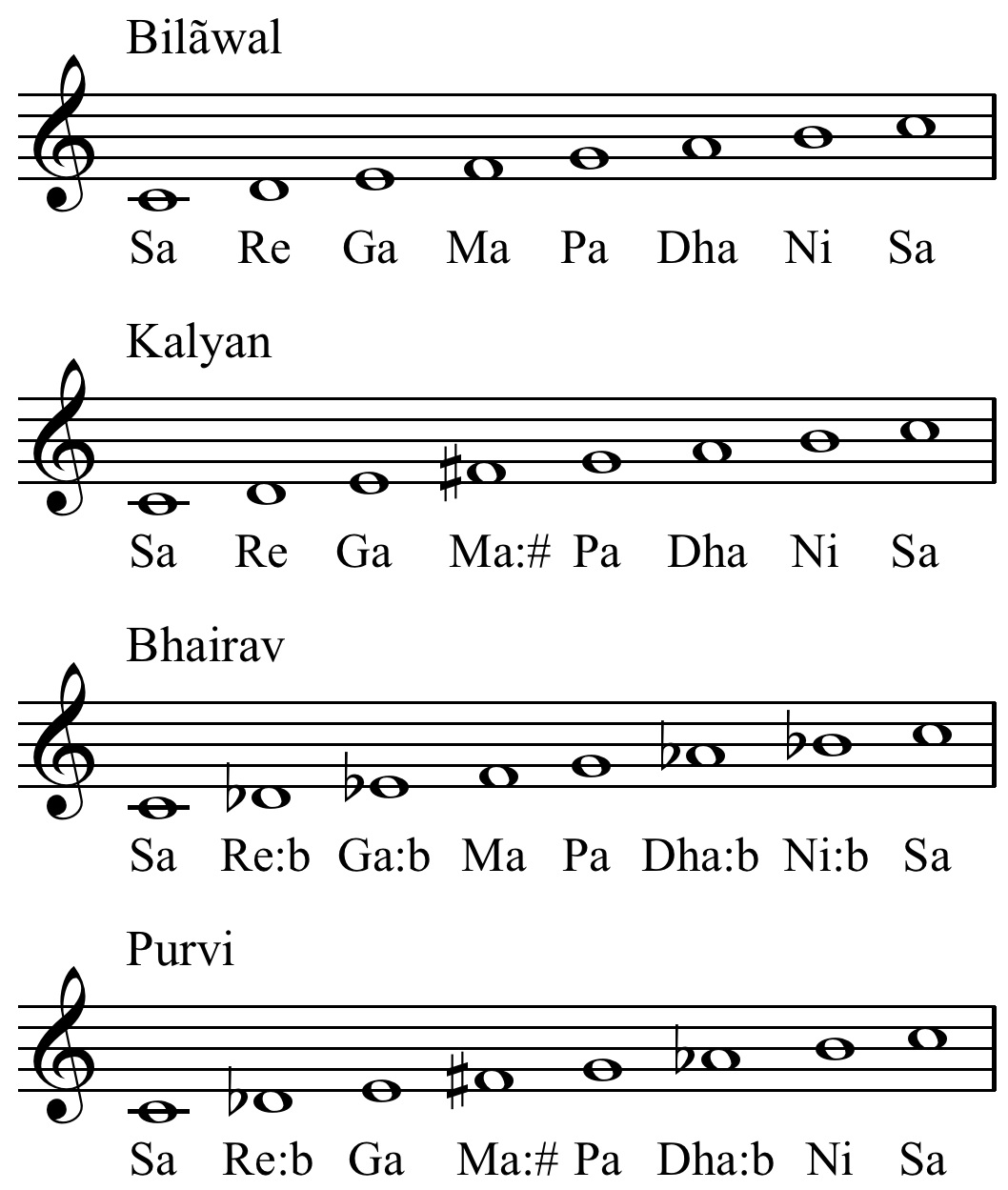
Skalor, del 1 av 2

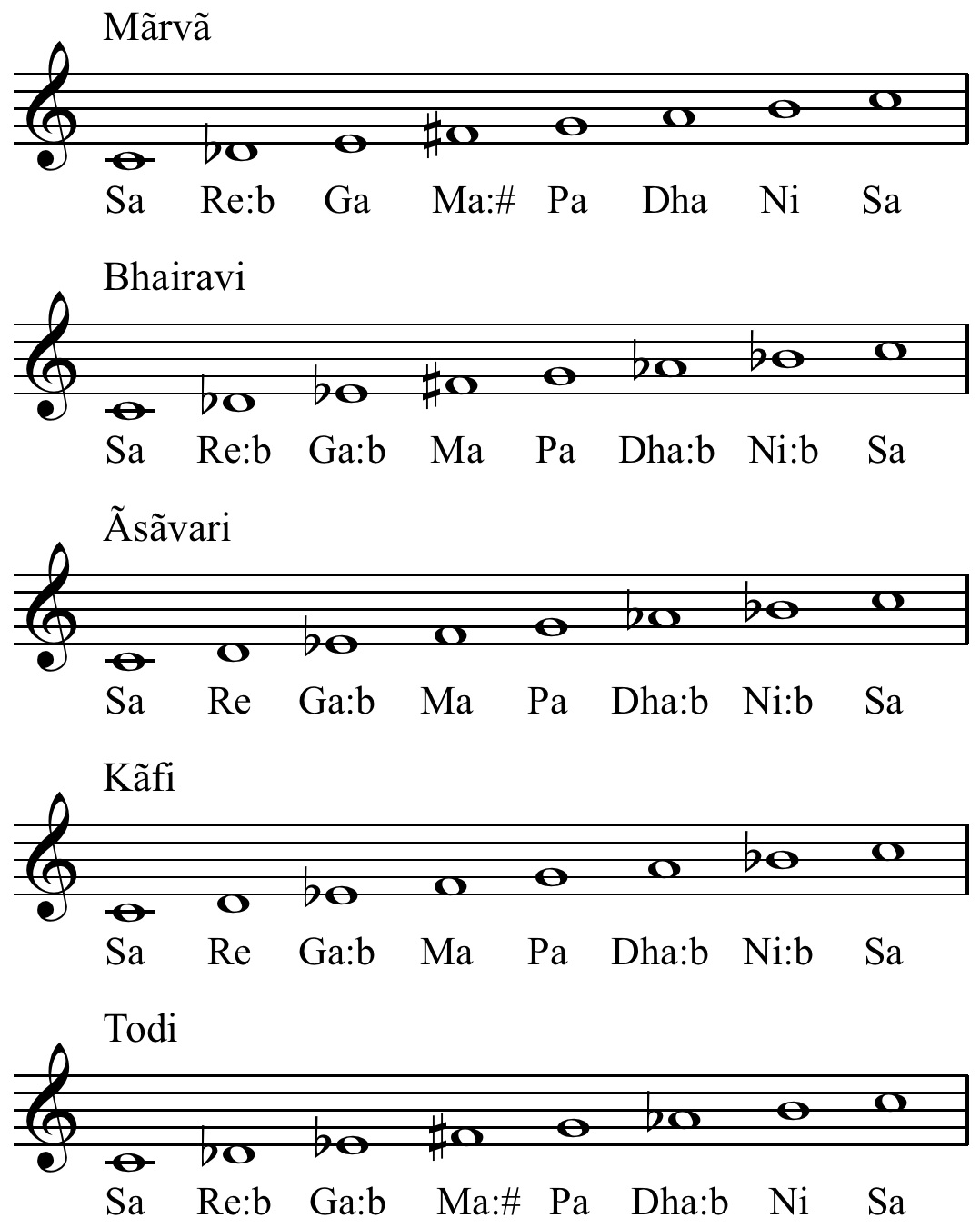
Skalor, del 2 av 2

Thãt definierar tonala system för en raga (i viss mån analogt med dur/moll). Vissa indiska musikologer definierar 32 tonala system, vilket är ett kombinatoriskt antal möjliga 7-tonssystem med hel- och halvtonssteg (septatonisk skala) med ren kvint. Här redovisas en enklare kategorisering av den indiske musikologen Pandit Bhatkhande:
- Bilãwal (=Shankarabharanam i Karnatisk musik i sydindien): Sa, Re, Ga, Ma, Pa, Dha, Ni, S0a. 
(Motsvarar Jonisk skala, se kyrkotonarter).
- Kalyãn: Sa, Re, Ga, Mâ, Pa, Dha, Ni, S0a.
(Motsvarar Lydisk skala).
- Khamãj: Sa, Re, Ga, Ma, Dha, Ni, S0a.(Motsvarar Myxolydisk skala).
- Bhairav: Sa, Re, Ga, Ma, Pa, Dha, Ni, S0a.
- Purvi: Sa, Re, Ga, Mâ, Pa, Dha, Ni, S0a.
- Mãrvã: Sa, Re, Ga, Mâ, Pa, Dha, Ni, S0a.
- Bhairavi: Sa, Re, Ga, Ma, Pa, Dha, Ni, S0a.
(Motsvarar Frygisk skala).
- Ãsãvari: Sa, Re, Ga, Ma, Pa, Dha, Ni, S0a.
(Motsvarar Aeolisk skala)
- Kãfi: Sa, Re, Ga, Ma, Pa, Dha, Ni, S0a.
(Motsvarar Dorisk skala)
- Todi: Sa, Re, Ga, Mâ, Pa, Dha, Ni, S0a.

Som alltid inom indisk musik är alla generaliseringar, förenklingar och förvanskningar. Därför finns det en uppsjö av ragor som utökar detta system, eller pendlar mellan två eller tre av ovanstående system.
Den grundläggande melodiken i en raga är pentatonisk (audav), hexatonisk (shadav) eller heptatonisk (sampurna). Dessa skalor exponeras i stigande eller fallande ordning och skapar tillsammans med ragans meloditema, som kallas pakar (engelska: catch phrase), den melodiska formen. Pakar kallas ibland swarup eller mukhya anga.

### Melodiska rörelser (Varna)

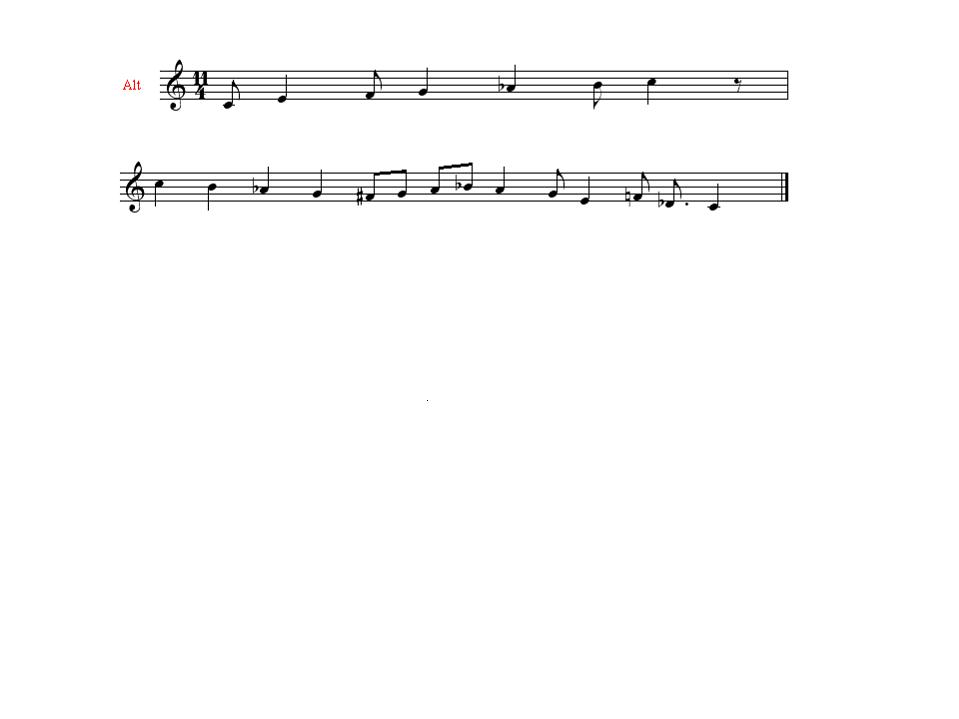
Raga Ramkali bygger på Bhairav skalan (That). Exemplet visar aroh och avaroh

- Sthayi eller asthayi - upprepning av samma ton, eller ständigt återvändande till denna
- Aroh eller aroha - stigande skala
- Avaroh, avaroha, avroha eller avroh - fallande skala
- Sancari eller sanchari - blandning av fallande och stigande rörelser

Dessutom används dekorativa element och ornamentfigurer (alankãr) flitigt. Till exempel:
- Midh eller mindh - glissando mellan två likabetonade toner.
- Kana - kort förslag
- Murki - drill, acciaccatura, battimento
- Khatkã - glidande förslag
- Gamak eller gamaka - darrande ljud som skapas med diafragman
- Kampan, kampana eller kampita - darrning av rösten inom kontrollerat intervall
- Ãndolan eller ãndolitã - liknar gamak, långsamt vibrato

## Form
En klassisk raga genomgår ett antal steg under uppförandet:
- Långsam utveckling (vilambit ãlãp, badhat eller shabda-ãlãp)
- Snabb utveckling (drut ãlãp, eller tãn)
- Komposition (prabandha eller bandish)
- Variationer, eller lek med ord och rytmer (bol-bandão, bol-bãnth, layakãri)

Ragakompositioner har ofta en imponerande längd som kan mäta sig med en västerländsk symfoni, från ett tiotal minuter till över en timma.

### Ãlãp
En raga inleds av en ãlãp. Man skulle kunna se det som ett preludium. Ãlãp framförs utan rytmiskt ackompanjemang, vanligen utan ord (vokalt), ofta i långsam fritt flödande takt, Bordun av en tanpura ger en tonal stomme. 
Ãlãp delas upp i fyra sektioner:
- Stãyi (eller sithãyi), oftast i låga (mandr) och mellanoktaven (madhy)
- Antarã, tempot ökas till tãn, det vill säga; minst dubbelt tempo, och solisten går upp till de höga tonerna och höga Sa, varefter återgång sker till Sa i mellanoktaven.
- Sanchi (eller sanchari) inleds från Sa, Ma eller 'Pa och är ett avsnitt med rik ornamentering (ofta gamak), solisten undviker det höga registret och avslutar på Pa eller Sa.
- Äbhog liknar antarã.

### Jod och Jhala
I en instrumental raga, ãlãp, som är ganska försiktig i rytmen, övergår i jod och därmed drar man upp tempot och introducerar tydlig rytm och presenterar tonförrådet. Jod-satsen brukar spelas utan tablã.
Jod övergår i jhala där man upprepar toner och skapar en drivande rythm. Tablã kan ibland ansluta sig.

### Dhrupad
Dhrupad är en klassisk sångform. En dhrupad-komposition framförs i Chau tãl (en 12-slag, 2+2+2+2+2+2 tãl) och består av samma delar som ãlãp:
- Stãyi
- Antara
- Abhog
- Sanchari

### Gat
Gat är en instrumental komposition, vanligen bestående av två tãl, tex. Rupak tãl (7 beat/3+2+2) och Tintãl (16 beat/4+4+4+4). Gatär en starkt improviserat sats med samverkan mellan huvudsolisten och tablãspelaren. Gat förekommer både som en beståndsdel i en raga (efter alap, jod och jhala), eller som en självständig komposition.

### Dhun
Dhun är en lättare form av instrumentalkomposition (ungefär fantasi). Dhun väver ofta in folk- och populära melodier.

### Khayãl eller kayal
Khayãl är en tvådelad vokalkomposition som efterföljs av melodiska och rytmiska improvisationer.

## Rytm

### Terminologi
Tãl kan översättas som tidsenhet, anger taktarten genom att specificera:
- Antal mãtrã (= slag) per vibhãg (= takt)
- Betoning av slagen inom takten:
  - Sam huvudbetoning för början av taktcykeln
  - Tãli sekundärbetoning, med olika styrkor
  - Khãli undertryckt betoning där man annars skulle förväntat sig betoning.
- Gruppering av takter i en cykel, (en repeterbar enhet).
- Tempo: lay (långsamt, 30-60 slag/minut), madhy (medium, 60-120 bpm), drut (snabbt, 120-140 bpm).

Exempel: Tintãl (annat namn tritãl):
```
Slag:      | 1 2 3 4 | 5 6 7 8 | 9 10 11 12 | 13 14 15 16 ||
Betoning:  | X       | 2       | 0          | 3           ||

             X=sam  2,3,4=tãli   0=khãli
```

För att memorera eller åskådliggöra rytmmönster i en tãl använder man sig av stavelser som: dhã (khali/0 eller 2), dhin (sam/X, 1), nã (1), tin (3), ke, ghe, etc. Tintãl blir då: 
```
1   2    3    4   | 5   6    7    8   | 9   10  11  12 | 13   14   15   16  ||
X                 | 2                 | 0              | 3                  ||
Dha dhin dhin dha | dha dhin dhin dha | dha tin tin ta | tete dhin dhin dha ||
```

### Taktarter (Tãl,Thãl, ellerTãla)
- Dãdra tãl (3+3):

```
Slag:      | 1 2 3 | 4 5 6 ||
Betoning:  | X     | 0     || 
```

- Dhamar tãl (5+2+3+4):

```
Slag:      | 1 2 3 4 5 | 6 7 | 8 9 10 | 11 12 13 14 ||
Betoning:  | X     0   | 2 - | 0      | 3     4  -  ||
```

- Dipcandi (dipchandi) (3+4+3+4):

```
Slag:      | 1 2 3 | 4 5 6 7 | 8 9 8  | 11 12 13 14 ||
Betoning:  | X   - | 2     - | 0   -  | 3           ||
                 - inget slag
```

- Ektal (2+2+2+2+2+2):

```
Slag:      | 1 2 | 3 4 | 5 6 | 7 8 | 9 10 | 11 12 ||
Betoning:  | X   | 0   | 2   | 0   | 3    | 4     ||
```

- Jhaptãl (2+3+2+3):

```
Slag:      | 1 2 | 3 4 5 | 6 7 | 8 9 10 ||
Betoning:  | X   | 2     | 0   | 3      ||
```

- Rupak (3+2+2)

```
Slag:      | 1 2 3 | 4 5 | 6 7 ||
Betoning:  | 0     | 1   | 2   || 
```

- Tintal (4+4+4+4)Exempel: Tintãl (annat namn tritãl):

```
Slag:      | 1 2 3 4 | 5 6 7 8 | 9 10 11 12 | 13 14 15 16 ||
Betoning:  | X       | 2       | 0          | 3           ||
```

- Tivrã (3+2+2)

```
Slag:      | 1 2 3 | 4 5 | 6 7 ||
Betoning:  | X     | 2   | 3   ||
```

### Tablã

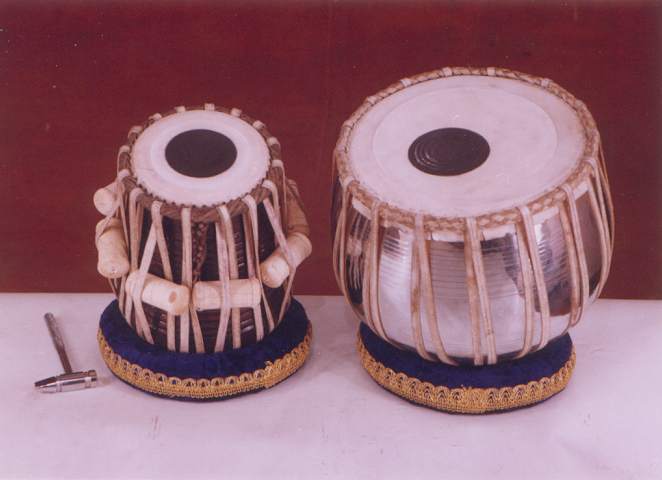
Tabla.

Tablã är en tonal trumma och dess roll är att generera en puls med rytmiska utsmyckningar och tonala fraser. Instrumentet är dock inte begränsad till en ackompanjerande perkusiv roll - virtuoser tenderar snarare att spela solistiskt.
Tablatrummor används i par - den mindre trumman dãyãn för den högra handen och bãyãn (eller duggi) för den vänstra. Trumskinnets yttre del heter sur och kanten kinãr. Trumskinnet är av tre lager getskinn. Det övre och det undre lagret har ett utklippt hål där det övre smörjes in med svart pasta, shyãhi(gub), som kontrollerar vibrationerna. Skinnets spänning kan justeras med läderband och små träcylindrar för att stämma till rätt tonhöjd. Beroende om man slår på skinnet och dämpar det eller utan dämpning får man fram ljud med eller utan resonans. Genom att dämpa skinnet med handflatan eller fingrarna, och spela med fingrarna kan man få fram det karakteristiska kluckande ljudet. Odämpade ljud kallas khulã (öppet) och dämpade bandh (slutet). 
Tablaljud (bol) som produceras på den högra trumman (dayãn bol) kallas beroende på ton Tã/Nã, Tin, Te, Tak och Te-re.  
Den vänstra tablas ljud (bãyãn bol) kallas Ghe, Gha, Ke och Kat. 
Ljud som skapas när man slår på båda trummorna samtidigt har också namn som: 
- Tã + Gha = Dhã
- Ti + Gha = Dhi
- Tin + Gha = Dhin

Notationen för tabla kan då se ut som för Tintãl:
```
1    2    3    4   | 5    6    7    8   | 9   10  11  12 | 13  14  15    16  ||
Dha
X
 Dhin Dhin Dha | Dha
2
 Dhin Dhin Dha | Dha
0
 Tin Tin Ta | Ta
3
 Dhin Dhin Dha ||
```

## Ensemble
Klassisk indisk musik uppförs huvudsakligen som kammarmusik - i mindre ensembler. Oftast är det en vokalist eller ett eller två solistinstrument som svarar för melodin, medan tanpura (eller harmonium) genererar bordunen, och tabla bidrar med melodisk rytm.  Några exempel på ensembler för raga:
- Sitar, tabla, tanpura
- Sitar, tabla
- Sitar, tanpura
- Sarangi, harmonium, tabla, 2 tanpuror
- Sarangi, tabla
- Bansuri (indisk flöjt), tabla, tanpura
- Sarod, tabla, 2 tanpuror
- 2 santur, tabla
- Shehnai (indiskt oboe), violin, tabla, tanpura
- Vokalist, indiskt harmonium, tabla, tanpura
- Vokalist, indiskt harmonium, tabla